# Diamanterie de Felletin
La Diamanterie de Felletin est un atelier historique des diamants dit écomusée,,,, à Felletin, commune française du département de la Creuse.
Il est géré par l'Association Felletin patrimoine environnement.